# Basilika St. Johannes (Stamford)

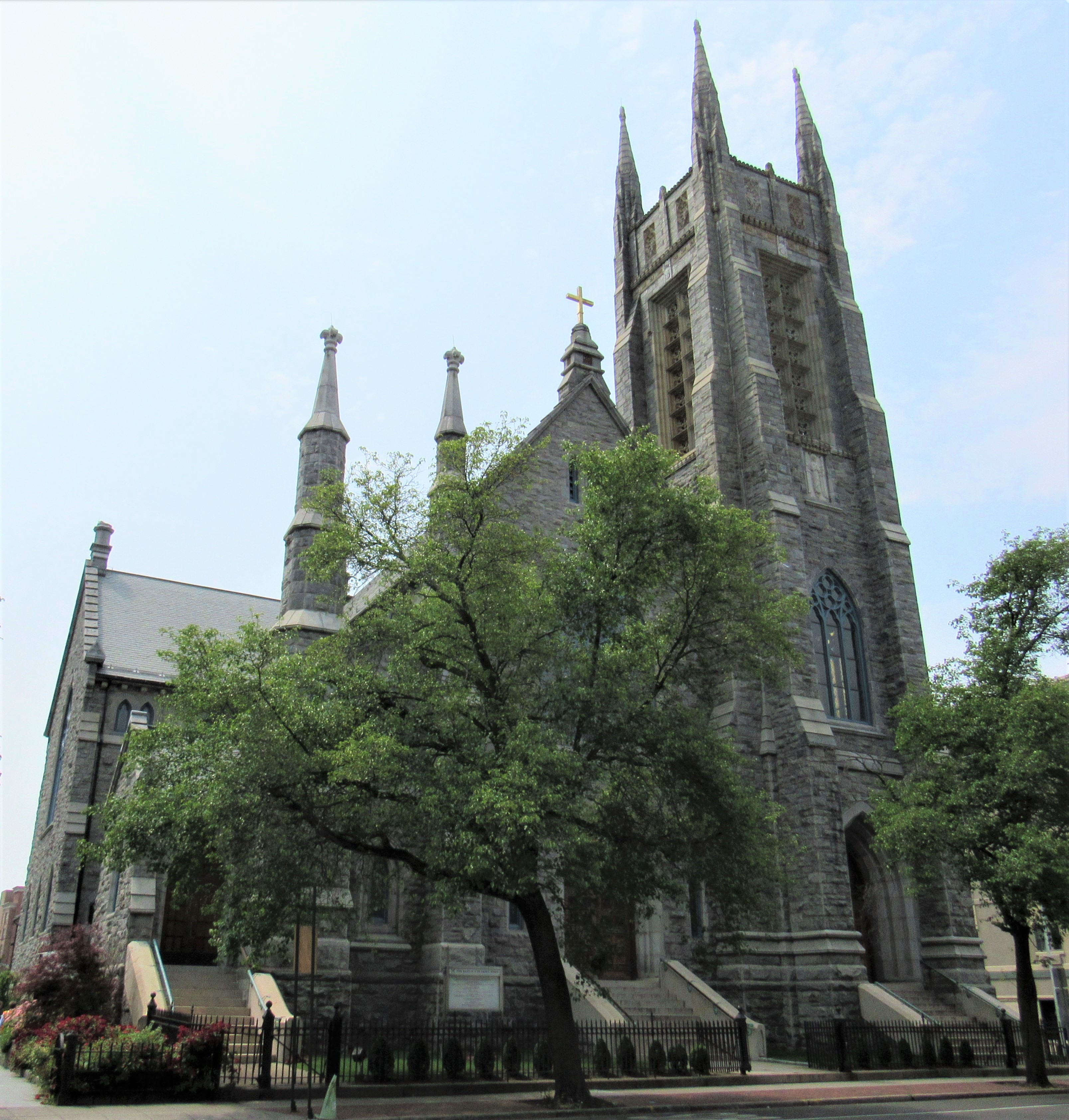
Basilika St. Johannes

Die Basilika St. Johannes (englisch Basilica of Saint John the Evangelist) ist eine römisch-katholische Kirche im Zentrum der Stadt Stamford im US-amerikanischen Bundesstaat Connecticut. Die Pfarrkirche des Bistums Bridgeport wurde in den 1880er Jahren im Stil des Historismus erbaut und erhielt 2009 den Titel einer Basilica minor. Sie nahm immer wieder neue Zuwanderergruppen in das Gemeindeleben auf.

## Geschichte
Im Jahr 1849 erwarb die kleine katholische Gemeinde von Stamford ein Grundstück und legte am 4. Juli den Grundstein für die ursprüngliche Kirche Saint John the Evangelist in der Meadow Street. Die kleine, einstöckige Kirche in Holzrahmenbauweise maß 18 × 12 Meter und verfügte über einige rudimentäre neugotische Verzierungen, einen kleinen Turm und eine Glocke. Sie wurde 1851 geweiht. 1854 wurde Saint John’s eine unabhängige Mission mit Pater Edward J. Cooney als erstem Pfarrer.

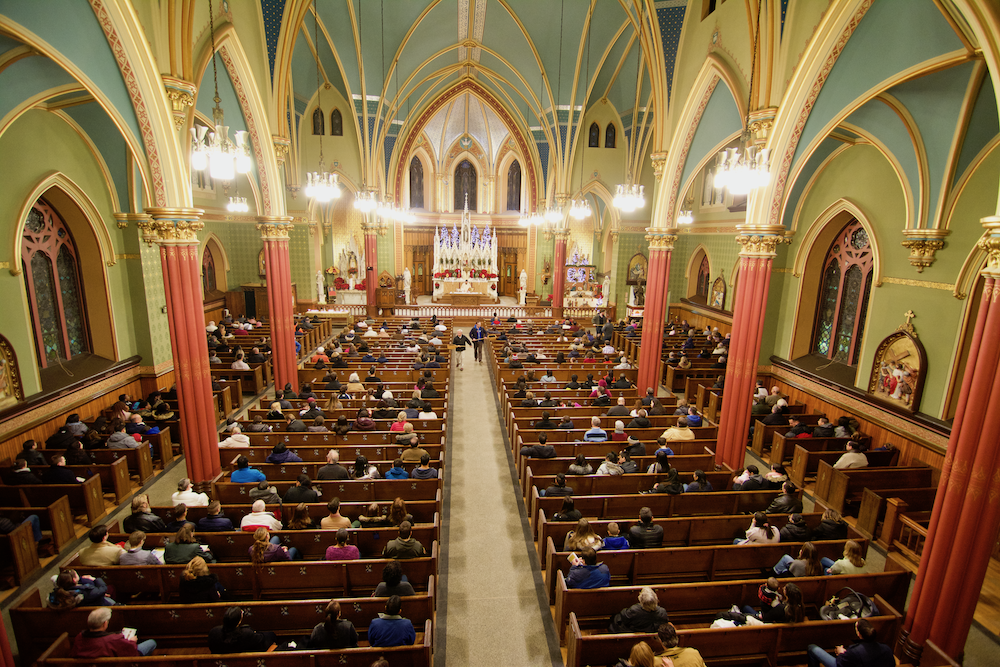
Innenraum

Für die wachsenden Gemeinde wurde 1868 eine größere Kirche gebaut. Einige Jahre später wurde das angrenzende Grundstück mit einem Privathaus erworben, das als Pfarrhaus dienen sollte, und ein weiteres Grundstück wurde für die neue Gemeindeschule und das Kloster erworben. James Murphy aus Providence, Rhode Island, war der Architekt der neuen Steinkirche, der bereits sechsundfünfzig katholische Kirchen in ganz Neuengland entworfen und gebaut hatte. Die Inneneinrichtung wurde von John Ennis, einem Theaterdesigner aus Dublin, entworfen. Die Kirche Saint John the Evangelist wurde am 30. Mai 1886 fertiggestellt und von Bischof Lawrence Stephen McMahon geweiht. Zu dieser Zeit war sie mit den Abmaßen 55 × 30 Metern bei 16000 Sitzplätzen die größte Kirche des Staates. Sie ist als „Mutterkirche von Stamford“ bekannt.
Auf dem Gelände der neuen Kirche in der Atlantic Street wurden zwei neue Klöster errichtet. Die 1906 fertiggestellte Saint John’s School, die sich direkt hinter der neuen Kirche befand, wurde von den Barmherzigen Schwestern geleitet und war bis zu ihrer Schließung im Jahr 1973 in Betrieb. Die Saint John’s Parish spendete einen Großteil der Mittel für den Bau und die Ausstattung des Saint Joseph’s Hospital, das 1942 in Stamford eröffnet wurde und der Gemeinde bis 1999 diente.
Am 16. Juli 2009 erhob Papst Benedikt XVI. die St.-Johannes-Kirche in den Rang einer Basilica minor.

## Ausstattung
Der neugotische Hochaltar aus weißem Carrara-Marmor und goldenem mexikanischem Onyx stammt aus der Zeit der Eröffnung der Kirche im Jahr 1886. Das Altarkreuz über dem Tabernakel stammt aus der ursprünglichen Kirche von 1851. Die drei Glasfenster über dem Altarraum, die die Menschwerdung, die Kreuzigung und die Auferstehung darstellen, stammen aus den Niederlanden und sind die ältesten der Kirche; sie stammen aus dem Jahr 1886".